# Кременчугский нефтеперерабатывающий завод
Кременчугский нефтеперерабатывающий завод (укр. Кременчуцький нафтопереробний завод) — крупнейшее предприятие по производству нефтепродуктов на Украине.
С марта 2012 года по 2 апреля 2022 года являлся единственным действующим нефтеперерабатывающим заводом Украины, работавший примерно на 16 % от проектной мощности, перерабатывая около 3 млн тонн нефти в год. Был уничтожен 2 апреля 2022 года в ходе вторжения России на Украину.

## История

### 1961—1991
Строительство Кременчугского нефтеперерабатывающего завода началось в 1961 году.
В 1965 году была введена в эксплуатацию Кременчугская ТЭЦ, построенная для обеспечения потребностей предприятия. 23 июля 1966 года была введена в эксплуатацию 1-я очередь нефтезавода.
В 1971 и в 1972 году на заводе были введены в эксплуатацию дополнительные производственные мощности.
По состоянию на начало 1981 года, завод производил высококачественные автомобильные бензины, дизельное топливо, мазут, нефтебитумы дорожных и строительных марок, сжиженные газы бытового назначения и для нефтехимии, ароматические углеводороды и смазочные масла.

### После 1991
В 1980е годы на заводе началось строительство установки «Парекс-2», но после провозглашения независимости Украины строительство было остановлено и законсервировано, а в сентябре 1993 года Кабинет министров Украины принял решение о продаже объекта.
В 1994 году завод стал основным предприятием транснациональной финансово-промышленной нефтяной компании ЗАО «Укртатнафта».
ЗАО «Укртатнафта» создано в соответствии с указами президентов Украины и Татарстана в 1994 году на базе Кременчугского НПЗ. Ранее 18,296 % акций НПЗ принадлежало структурам, близким к ОАО «Татнефть», еще 28,7788 % — министерству имущества Татарстана. Затем на предприятии появились новые акционеры, близкие к украинской группе «Приват» и бизнесмену Александру Ярославскому. В результате судебных разбирательств доля татарстанских акционеров в ЗАО практически обнулена, а на предприятии появился новый крупный акционер, связанный с группой «Приват» — ООО «Корсан».
В 1995—2000 годы производственные мощности использовались не полностью, однако к 2001 году нефтезавод производил 28 % всех нефтепродуктов на Украине (при этом глубина переработки нефти составляла 81,5 % — что являлось наиболее высоким показателем среди всех украинских нефтеперерабатывающих заводов). С целью ввести в эксплуатацию все четыре технологические линии завода в мае 2000 года руководство «Укртатнафты» приняло решение о разукрупнении предприятия и привлечении инвесторов. 1 июня 2001 года одна технологическая линия завода была передана в аренду «Кременчугской нефтяной компании», 1 августа 2001 года ещё одна технологическая линия была передана в аренду компании «Укрславнефть».
В мае 2005 года правительство Украины отменило таможенные пошлины на импорт нефтепродуктов, что осложнило положение украинских нефтеперерабатывающих предприятий.
В феврале 2010 года контроль над заводом установила финансово-промышленная группа «Приват» (сконцентрировавшая 46,9 % акций «Укртатнафты», после чего в собственности НАК «Нафтогаз Украины» осталось 43 % акций «Укртатнафты»).
В конце декабря 2010 года завод завершил модернизацию секции 200 установки ЛК-6У каталитического риформинга производства № 2 под процесс каталитического гидрообессеривания бензинов (по технологии французской компании «Axens»), что позволило начать производство автомобильного бензина, который соответствует требованиям Евро-4. Производственная мощность модернизированной установки составила 610 тыс. тонн бензина в год.
После остановки Лисичанского нефтеперерабатывающего завода в марте 2012 года Кременчугский НПЗ остался единственным действующим из шести нефтезаводов на территории Украины. В 2012 году завод переработал 3091,4 тыс. тонн нефтяного сырья (на 0,9 % меньше, чем в 2011 году) и завершил 2012 год с чистой прибылью 410,626 млн. гривен.
2014 год завод завершил с чистой прибылью 349,742 млн гривен.
14 мая 2015 года представители группы «Приват» воспрепятствовали проведению инспекции, прибывшей по решению «Укртранснафты», чтобы провести инвентаризацию технологической нефти, которая находилась на хранении в резервуарных ёмкостях «Укртранснафты» на территории предприятия. После этого «Укртранснафта» приостановила поставки нефти на нефтезавод. Начатая 30 июня 2015 года проверка показала, что ранее закачанная для хранения нефть сорта Urals в резервуарах предприятия практически полностью отсутствует. 31 июля 2015 компания «Нафтогаз Украины» отказалась транспортировать нефть, добытую компанией «Укрнафта», на Кременчугский нефтеперерабатывающий завод из-за отказа группы «Приват» вернуть в государственные нефтепроводы технологическую нефть с Кременчугского НПЗ, подконтрольного «Привату». В дальнейшем, при вмешательстве государственных структур 2 августа 2015 конфликт был урегулирован и «Укртранснафта» возобновила поставку нефти на нефтезавод. 28 августа 2015 года завод был взят под государственную охрану, а находившиеся на предприятии охранники группы «Приват» были разоружены.
2015 год завод завершил с чистым убытком 417,677 млн гривен.
3 февраля 2016 года пресс-служба «Укртатнафты» сообщила о полном переходе Кременчугского НПЗ на выпуск топлива, соответствующего требованиям Евро-4 и Евро-5 (в перечень выпускаемой заводом продукции входят автомобильные бензины марок А-92-Евро4-Е5 и А-95-Евро4-Е5, а также дизельное топливо марок ДТ-Л-Евро4-В0, ДТ-З-Евро4-В0, ДТ-Арк-Евро4-В0, ДТ-Л-Евро5-B0, ДТ-З-Евро5-В0, ДТ-Арк-Евро5-В0). По состоянию на начало февраля 2016 года проектная мощность завода составляла 18,62 млн тонн в год, однако в феврале 2016 года производственные мощности завода были задействованы только на 25 %.
По данным Минобороны России, утром 2 апреля 2022 года в результате российского ракетного удара были «уничтожены хранилища с бензином и дизельным топливом Кременчугского нефтеперерабатывающего завода, с которого осуществлялось снабжение украинской группировки войск в центральных и восточных районах страны». Глава Полтавской областной военной администрации Дмитрий Лунин сообщил о полном уничтожении завода.
25 апреля российские войска нанесли повторный удар по заводу и ТЭЦ в результате чего погиб сотрудник и получили ранения порядка 7 человек на ТЭЦ.
12 мая российские войска нанесли еще один удар по заводу. По словам главы Полтавской ОВА Дмитрия Лунина, в завод попало до 12 ракет, пострадавших нет.

## Современное состояние
Кременчугский НПЗ имел важное стратегическое значение для Украины как один из источников создания стратегического запаса нефтепродуктов и обеспечивал более 30 % всего украинского рынка. Завод перерабатывал 7000 тонн нефти в сутки, что составляло лишь 13 % его проектной мощности.
Предприятие занимало выгодное географическое положение. Расположение в центре Украины позволяло использовать развитую сеть железнодорожного и автомобильного транспорта. Достаточная близость морских портов Одессы, Николаева, Херсона и Бердянска значительно расширяло экспортные возможности предприятия.
20 сентября 2023 года администрация Полтавской области сообщила о пожаре на Кременчукском НПЗ, возникшем в результате удара российского беспилотника.